# كأس اليونان 1954–55
كأس اليونان 1954–55 (باليونانية: Κύπελλο Ελλάδος ποδοσφαίρου ανδρών 1954-55) هو الموسم 13 من كأس اليونان. أشرف على تنظيمه الاتحاد الإغريقي لكرة القدم، وفاز فيه باناثينايكوس.